# Émerante de Pradines Morse
Émerante de Pradines Morse, née Émerante de Pradines le 24 septembre 1918 à Port-au-Prince et morte le 4 janvier 2018 dans la même ville, est une danseuse, chorégraphe, chanteuse, actrice et folkloriste haïtienne.

## Biographie
Fille du chanteur Auguste de Pradines, dit Ti-Candio et tante de l'ancien président et musicien Haïtien Michel Joseph Martelly, elle grandit dans un environnement artistique et touche à plusieurs disciplines artistiques: poésie, chant, théâtre, danse. Elle étudie à l'École nationale supérieure de Haïti et à l'université Columbia, en anthropologie, où elle rencontre son mari, le professeur Richard McGee Morse.
En tant que danseuse, chanteuse et comédienne, membre de la Société nationale d’art dramatique, elle a œuvré pour promouvoir en Haïti et à l'étranger la culture haïtienne traditionnelle, notamment les rythmes et les danses du vaudou. 